# راندي ليفين
راندي ليفين (بالإنجليزية: Randy Levine)‏ هو محامي أمريكي، ولد في 22 فبراير 1955 في بروكلين في الولايات المتحدة.